# 原田治明
原田 治明（はらだ はるあき、1947年7月28日 - ）は、東京都目黒区出身の元プロ野球選手。ポジションは外野手。1973年〜1975年までの登録名は原田 俊治（はらだ としはる）。

## 来歴・人物
父は大相撲武隈部屋の十両力士であった郷錦廣次である。
荏原高等学校では1965年、中堅手として、後に巨人で同僚となる萩原康弘と共に第37回選抜高等学校野球大会に出場。高校初の甲子園出場という栄誉を担う。2回戦（初戦）で、後にプロ入りする福嶋久晃、得津高宏、加藤秀司らがいた大阪府のPL学園と対戦し、4-2で敗れた。同年夏の甲子園都予選では準決勝で日大二高に敗れ、甲子園には届かなかった。
高校卒業後は駒澤大学に進学するが腰の怪我のため野球部を退部。その後、社会人野球の日本コロムビアに入部するが後に廃部となり三菱自動車川崎へ移籍した。ノンプロでは好守強打の外野手として知られる。1972年の都市対抗野球予選川崎大会で3試合連続ホーマーを放ち、本大会でも四番打者として活躍。池田善吾、古屋英雄（日本鋼管から補強）の好投もあって決勝に進出する。決勝では日本楽器のエース新美敏から2安打を放つが、完封を喫し準優勝にとどまる。
1972年のドラフト会議で巨人から4位指名され入団。即戦力の左打者として期待され、1年目の1973年から一軍に定着する。同年は右翼手、左翼手として17試合に先発出場、長嶋茂雄、王貞治のONコンビの後の五番打者にも3試合に起用される。しかし高田繁、柴田勲、末次民夫のレギュラー陣には割って入れず、その後は主に代打として出場する。1976年の阪急との日本シリーズでは代打で4打数2安打2四球と活躍。
1981年になってからシーズン前に引退し、巨人の打撃コーチを務めた。その後も巨人寮の寮長、編成部を務め2007年まで担当。現在は都内の株式会社で統括部長を務めている。

## 詳細情報

### 年度別打撃成績
| 年 度     | 球 団     | 試 合 | 打 席 | 打 数 | 得 点 | 安 打 | 二 塁 打 | 三 塁 打 | 本 塁 打 | 塁 打 | 打 点 | 盗 塁 | 盗 塁 死 | 犠 打 | 犠 飛 | 四 球 | 敬 遠 | 死 球 | 三 振 | 併 殺 打 | 打 率 | 出 塁 率 | 長 打 率 | O P S |
| --------- | --------- | ----- | ----- | ----- | ----- | ----- | -------- | -------- | -------- | ----- | ----- | ----- | -------- | ----- | ----- | ----- | ----- | ----- | ----- | -------- | ----- | -------- | -------- | ----- |
| 1973      | 巨人      | 49    | 78    | 70    | 5     | 19    | 2        | 0        | 1        | 24    | 9     | 0     | 0        | 0     | 0     | 8     | 0     | 0     | 17    | 0        | .271  | .346     | .343     | .689  |
| 1974      | 巨人      | 28    | 31    | 28    | 1     | 7     | 0        | 0        | 0        | 7     | 3     | 0     | 0        | 0     | 0     | 2     | 0     | 1     | 4     | 1        | .250  | .323     | .250     | .573  |
| 1976      | 巨人      | 61    | 61    | 54    | 2     | 11    | 4        | 0        | 0        | 15    | 6     | 0     | 1        | 0     | 0     | 6     | 1     | 1     | 12    | 0        | .204  | .295     | .278     | .573  |
| 1977      | 巨人      | 45    | 40    | 35    | 2     | 6     | 0        | 0        | 0        | 6     | 3     | 0     | 0        | 0     | 0     | 4     | 0     | 1     | 5     | 1        | .171  | .275     | .171     | .446  |
| 1978      | 巨人      | 62    | 58    | 51    | 3     | 12    | 3        | 0        | 2        | 21    | 8     | 1     | 0        | 0     | 1     | 5     | 0     | 1     | 7     | 0        | .235  | .310     | .412     | .722  |
| 1979      | 巨人      | 56    | 51    | 49    | 5     | 12    | 1        | 0        | 0        | 13    | 4     | 0     | 1        | 0     | 0     | 2     | 1     | 0     | 11    | 0        | .245  | .275     | .265     | .540  |
| 1980      | 巨人      | 41    | 39    | 35    | 2     | 7     | 1        | 1        | 1        | 13    | 5     | 0     | 0        | 0     | 1     | 3     | 0     | 0     | 13    | 1        | .200  | .256     | .371     | .628  |
| 通算：7年 | 通算：7年 | 342   | 358   | 322   | 20    | 74    | 11       | 1        | 4        | 99    | 38    | 1     | 2        | 0     | 2     | 30    | 2     | 4     | 69    | 3        | .230  | .302     | .307     | .609  |

### 記録
- 初出場：1973年5月15日、対広島東洋カープ4回戦（郡山球場）、9回裏に新浦寿夫の代打で出場
- 初先発出場：1973年5月17日、対広島東洋カープ6回戦（岩手県営野球場）、2番・左翼手で先発出場
- 初安打：1973年5月26日、対大洋ホエールズ7回戦（川崎球場）、4回表に小山正明から
- 初打点：1973年5月27日、対大洋ホエールズ8回戦（川崎球場）、1回表に竹内広明から右前適時打
- 初本塁打：1973年6月19日、対中日ドラゴンズ9回戦（中日スタヂアム）、7回表に森昌彦の代打で出場、渋谷幸春から右中間へ同点ソロ

### 背番号
- 33 （1973年 - 1981年）
- 70 （1982年）
- 84 （1983年 - 1985年）

### 登録名
- 原田 俊治 （はらだ としはる、1973年 - 1975年）
- 原田 治明 （はらだ はるあき、1976年 - 1985年）